# Iwan Zubowicz
Iwan Gierasimowicz Zubowicz (ros. Иван Герасимович Зубович, ur. 1901 w Czerykowie, zm. 18 lub 20 lipca 1956 w Moskwie) – minister przemysłu środków łączności ZSRR (1946-1947).

## Życiorys
Urodzony w białoruskiej rodzinie wyrobnika. Od 1917 pracował jako biuralista miejskiego wymiaru sprawiedliwości w Czerykowie, 1919 został organizatorem odpowiedzialnym powiatowej rady spółdzielni w Czerykowie, od 1920 służył w Armii Czerwonej, od 1924 pracował jako robotnik, później elektromonter fabryki im. Kułakowa w Leningradzie. Od 1930 należał do WKP(b), 1934 ukończył Leningradzki Instytut Industrialny, potem pracował w leningradzkim zakładzie budowy maszyn im. Kozickiego jako szef odlewni i szef produkcji, a od listopada 1937 do 1938 dyrektor zakładu. Od 1938 do kwietnia 1940 był szefem Głównego Zarządu Przemysłu Radioelektropróżniowego Ludowego Komisariatu Elektrowni i Przemysłu Elektrycznego ZSRR, od kwietnia 1940 do września 1941 zastępcą ludowego komisarza, a od września 1941 do czerwca 1946 I zastępca ludowego komisarza/ministra przemysłu elektrycznego ZSRR. Od czerwca 1946 do maja 1947 był ministrem przemysłu środków łączności ZSRR, od czerwca 1947 do marca 1953 zastępcą ministra przemysłu środków łączności ZSRR, następnie członkiem Kolegium Ministerstwa Elektrowni i Przemysłu Elektrycznego ZSRR. Był deputowanym do Rady Najwyższej RFSRR 2 kadencji. Został pochowany na Cmentarzu Nowodziewiczym.